# Aleksandr Anpilogov
Aleksandr Anpilogov (georgiska: ალექსანდრე ანპილოგოვი, ryska: Александр Семёнович Анпилогов), född 18 januari 1954 i Tbilisi, Georgien, är en sovjetisk handbollsspelare.
Han var med och tog OS-guld 1976 i Montréal. Han tog därefter OS-silver 1980 i Moskva.